# Borsits László
Borsits László (Fertőszentmiklós, 1939. november 17. –) magyar honvéd vezérezredes, 1989. december 1. – 1990. március 1. között a Magyar Néphadsereg, majd annak Magyar Honvédséggé történt átalakulása után 1990. március 1. – 1991. szeptember 8. között a Honvéd Vezérkar főnöke.

## Életpályája
Kis faluban, Fertőszentmiklóson, hét gyerekes családban, hetedik gyerekként születtet. 1954. szeptember 13-án kezdte meg tanulmányai mátyásföldi II. Rákóczi Ferenc Katonai Középiskolában. Ebben az időben Oláh István alezredes, későbbi honvédelmi miniszter volt az iskolaparancsnok – ő javasolta, hogy az iskola elvégzése után szolgáljon még sorkatonaként is, hogy ebből is szerezzen tapasztalatokat. 1959. augusztusáig 10 hónapot szolgált Tatán, az akkori MN 25. Harckocsi Ezrednél, és harckocsi parancsnoki kiképzést kapott. „Rákóczistaként” akkor négyen – név szerint Hunyadi Imre, Nagy Béla, és Tégla Imre  – szolgáltak az alakulatnál, majd a tiszti iskola elvégzése utána 1961-ben avatták tisztté.
Hosszú ideig Tatán szolgált. Kezdetben a MN 25. Harckocsi Ezred 3. harckocsi zászlóalj, 1. századánál szakaszparancsnokként egy évig, majd két éven át századparancsnoki beosztást töltött be. Ezt követte az ezredtörzs, hadműveleti beosztása. 1967-től kezdve a Zrínyi Miklós Katonai Akadémia hallgatója volt, és elvégezte a páncélos parancsnoki szakot. Visszakerült Tatára a MN 11. Harckocsi Hadosztály hadműveleti osztályára. 1974-ben felvételt nyert Moszkvában a Szovjet Hadsereg Vorosilov Vezérkari Akadémiájára. Ezt követően Tapolcán, a MN 8. Harckocsi Ezred parancsnoka lett. Innen Székesfehérvárra került, az 5. Hadsereg törzsébe. Itt, mint hadsereg hadműveleti osztályvezető, majd hadsereg törzsfőnök-helyettes szolgált. Következő állomáshelye Zalaegerszeg volt a MN 8. Gépesített Lövészhadosztály parancsnokaként. Ezt követően Székesfehérvár következett, ahol az 5. Hadsereg törzsfőnökeként szolgált. 1988 májusában került fel Budapestre hadműveleti csoportfőnöknek, majd 1989. december elsejével nevezték ki Magyar Néphadsereg Vezérkar Főnökévé. Ezt a beosztást 1991. szeptemberéig töltötte be. 
A Honvéd Vezérkar Főnökeként ő vezényelte le a jellégében támadásra kialakított Magyar Néphadsereg átalakítását egy országvédelmi Magyar Honvédséggé. A kormány határozta alapján a hadsereg létszámát mintegy 25-30%-kal kellett csökkenteni egy 3-4 éves ciklus alatt. Szintén az vezetése alatt vált ketté a Honvédelmi Minisztérium és a Magyar Néphadsereg vezetése. Maradt egy 133 fővel működő minisztérium, és megalakult a Magyar Honvédség Parancsnoksága.
Szintén az ő vezetése alatt hagyta el a Szovjet Hadsereg Magyarország területét. Nagyban közre működött abban, hogy az 1990-es taxisblokád ideje alatt ne vessék be a Magyar Honvédséget.
1994 nyarától kezdve három éven keresztül helyettes államtitkárként katonai ügyekkel foglalkozott, illetve még az oktatás és a tudományos munka tartozott hozzá. 1997-ben fejezte be katonai pályafutását. A polgári életben négy éven keresztül egy részvénytársaságnál volt katonai tanácsadó. Felesége betegsége miatt 2002 májusában véglegesen befejezte a munkát. Jó kapcsolatokat ápol a mai napig a Magyar Honvédséggel.